# Divinity School, Oxford

Divinity School är en medeltida byggnad i Oxford, England och är Oxfords universitets äldsta byggnad uppförd som undervisningsbyggnad, byggd mellan 1427 och 1483 i engelsk sengotisk stil. Byggnaden ligger i anslutning till Bodleianska biblioteket, Convocation House och Sheldonian Theatre, och övervåningen inrymmer bibliotekets äldsta samlingar, hertig Humphreys bibliotek. Det karakteristiska stjärnvalvstaket designades av William Orchard på 1480-talet.
Divinity School var ursprungligen plats för teologiundervisningen och akademiska disputationer vid universitetet, men dessa bedrivs idag i andra lokaler. 1669 togs en ny portal upp i nordfasaden, ritad av Christopher Wren, för att ansluta till den då nyuppförda Sheldonian Theatre. Idag är byggnaden museum och möteslokal.
Den stora salen och hertig Humphreys bibliotek på övervåningen användes vid inspelningarna av filmen Harry Potter och de vises sten.